# NGC 462
NGC 462 (други обозначения – NPM1G +03.0047, PGC 4667) е елиптична галактика (E) в съзвездието Риби.
Обектът присъства в оригиналната редакция на „Нов общ каталог“.